# Tippy Larkin
Tippy Larkin, de son vrai nom Antonio Pilleteri, est un boxeur américain né le 11 novembre 1917 et mort le 10 décembre 1991 à Garfield, New Jersey.

## Carrière
Passé professionnel en 1935, il remporte le titre de champion du monde des super-légers le 29 avril 1946 après sa victoire aux points contre Willie Joyce. Larkin laisse son titre vacant la même année après avoir remporté le combat revanche et met un terme à sa carrière en 1952 sur un bilan de 137 victoires, 15 défaites et 1 match nul.